# Vodoravni hitac
Vodoravni hitac je gibanje čestice koja je izbačena vodoravno početnom brzinom u polju sile teže. Ako je zanemariv otpor zraka, staza čestice je parabola.
Pri vodoravnom hitcu važno je znati dvije stvari:
1. Brzina se u vodoravnom smjeru s vremenom ne povećava, niti smanjuje, a put je u istom vremenskom razmaku jednak te se izračunava pomoću formule za jednoliko gibanje: {\displaystyle s=vt}
2. Brzina u okomitom smjeru raste po formuli za jednoliko ubrzano gibanje: {\displaystyle v=at}, pri čemu je a=g odnosno 9,81 m/s2.
Pri promjeni početne brzine v0 ukupno vrijeme trajanja puta tijela do dna je jednako. Trajanje puta, dakle ovisi jedino o visini tijela od tla. 
Za izračunavanje ukupno prijeđenog puta: prvo treba izračunati vrijeme t, za koje tijelo padne na tlo, pomoću formule t2=2s/a; a zatim uvrstiti to vrijeme t u formulu {\displaystyle s=vt}. 
Sada imamo put okomiti i vodoravni te samo treba pomoću Pitagorinog poučka izračunati ukupni put: s2=sokomiti2 + svodoravni2
Za izračunavanje brzine na kraju puta: treba izračunati samo v-okomitu,
pošto je vodoravna brzina konstantna. {\displaystyle v=at}, odnosno v2=2as. Sada pomoću pitagorinog poučka izračunavamo brzinu v na kraju puta: v2=vokomiti2 + vvodoravni2
Isto tako računamo brzinu v i put s u nekom vremenu t. 
Vodoravni hitac spada u posebne slučajeve hica u zrakopraznom prostoru, u koje još spada okomiti hitac u vis, okomiti hitac dolje i slobodni pad. Vodoravni hitac je posebna vrsta kosog hitca, koji predstavlja sastavljeno gibanje slobodne materijalne točke M na koju djeluje jednoliko gravitacijsko polje. Kad je kosi hitac u vodoravnom smjeru, predstavlja jednoliko gibanje po pravcu brzinom koja je konstantna.

## Vanjske poveznice
- Nedeljkov web, Horizontalni hitac